# Medakathous
Medakathous is een geslacht van kevers uit de familie  
kniptorren (Elateridae).
Het geslacht is voor het eerst wetenschappelijk beschreven in 1964 door Kishii.

## Soorten
Het geslacht omvat de volgende soorten:
- Medakathous amami (Kishii, 1985)
- Medakathous jactatus (Lewis, 1894)